# 地獄が呼んでいる
『地獄が呼んでいる』（じごくがよんでいる）は、2021年11月19日から放映されたネットフリックスオリジナルドラマである。ヨン・サンホとチェ・ギュソクがネイバーウェブトゥーンで連載した同名のウェブトゥーンを原作とする。原題は「地獄」。
また、原作にあたる漫画が日本では双葉社から翻訳出版されている。

## あらすじ
予告も無く出現する地獄の使者たちに遭遇するようになった人々が突然の地獄行きの宣告を受けて経験する、超自然的な現象を描いた物語

## 制作スタッフ
- メーカー ：クライマックススタジオ[3]
- 監督 ：ヨン・サンホ
- 脚本 ：ヨン・サンホ、チェ・ギュソク
- 原作 ：ヨン・サンホ、チェ・ギュソクのウェブトゥーン《地獄》

## 登場人物

### 主要人物
※括弧内は日本語吹替。
- チョン・ジンス：ユ・アイン（鳥海浩輔）

新興宗教・新真理会の議長（教祖）
- ペ・ヨンジェ：パク・ジョンミン（福田賢二）

テレビ局NTBCの番組プロデューサー
- ミン・ヘジン：キム・ヒョンジュ（甲斐田裕子）

ソド法律事務所の弁護士
- ソン・ソヒョン：ウォン・ジナ（世戸さおり）

ヨンジェの妻
- チン・ギョンフン：ヤン・イクジュン（さかき孝輔）

地獄の使者出現事件を捜査する担当刑事
- イ・ドンウク：キム・ドユン（鶴岡聡）

新真理会に追従する集団・矢じりのリーダー
- パク・ジョンジャ：キム・シンロク（渋谷はるか）

子供の前で地獄行きを告知された母親
- ユジ執事：リュ・ギョンス（小林親弘）

新真理会の執事
- チン・ヒジョン：イ・レ（飯野美紗子）

ギョンフンの娘